# Stefan Rodevåg
Erik Stefan Rodevåg (Götene, 11 giugno 1980) è un ex calciatore svedese, di ruolo attaccante.